# Amadeu Casellas Ramón
Amadeu Casellas Ramón és un home vinculat a l'anarquisme des dels 14 anys. Des de 1976, va protagonitzar múltiples atracaments a bancs; per finançar les lluites obreres i socials, i repartir els diners entre organitzacions i persones que ho necessitaven. La premsa va arribar a anomenar-lo "el Robin Hood espanyol".
Va ser capturat per primera vegada el 1979 i tancat en la presó Model de Barcelona. Va sortir el 1981; i, a causa de la seva reincidència com a atracador, va tornar a ser condemnat a presó el 1982; i, una vegada més, el 1985, condemna aquesta última que encara no s'ha acabat. Militant de la COPEL (Coordinadora de Presos en Lucha), va protagonitzar nombrosos motins a les presons, per lluitar per les millores dels drets dels presos.
A la primavera i a l'estiu de 2008, sol·licita que se li apliqui el tercer grau penitenciari per haver esgotat ja el màxim d'anys legal d'estada a la presó i, per tant, correspondre per llei. Davant la negativa de les institucions penitenciàries, protagonitza una duríssima vaga de fam que dura gairebé 80 dies. Amb el suport de col·lectius anarquistes com Creu Negra Anarquista i la Confederació Nacional del Treball (CNT) —sindicat al qual pertany—, tenen lloc nombroses accions per la seva llibertat; i aconsegueix, finalment, que les autoritats penitenciàries es comprometin a iniciar els tràmits per a l'aplicació del tercer grau, amb la qual cosa Amadeu va finalitzar la vaga de fam.
El 20 d'abril de 2009 comença una altra vaga de fam, en demorar les institucions la negociació dels seus permisos. La vaga va ser suspesa per motius poc clars, però va reprendre-la posteriorment el 24 de maig declarant que no pensava posar fi al dejuni fins que no fos alliberat. Així va reprendre durant uns dies més la vaga de fam, i es van dur a terme constants activitats en suport seu des de l'exterior, promogudes fonamentalment pels anarquistes i la CNT, i arribà a tenir el seu cas una certa rellevància social de tipus mediàtic.
El 20 d'octubre de 2009, una seixantena d'artistes i entitats socials signen un manifest enviat a la consellera Montserrat Tura per demanar l'excarceració d'Amadeu. Entre els signants, a més de Joan Tardà, hi ha els cantants Gerard Quintana, Manu Chao, Natxo Tarrés i Francesc Ribera, Titot, el cineasta Antonio Chavarrías, l'escriptor Matthew Tree, el promotor cultural Jordi Gratacós i la presidenta de la Federació d'Associacions de Veïns de Barcelona, Eva Fernández, entre d'altres.
El 9 de març del 2010, Amadeu Casellas surt de la presó, després que se li computessin els anys de presó preventiva com a condemna ferma.
El maig de 2010, l'Audiència de Barcelona ha condemnat a tres anys de presó Amadeu Casellas i aquest cop també a la seva companya. Segons la sentència, se'ls condemna per un intent frustrat d'introduir dos sobrets d'heroïna durant un vis-a-vis l'any 2008.
Un cop en llibertat, Amadeu escriu un llibre, en el qual relata la seva experiència, titulat Un reflejo de la sociedad. Crónica de la experiencia en las cárceles de la democracia, editat per l'editorial anarquista El grillo Libertario.